# Marienkrone
Die Marienkrone ist in der Heraldik eine gemeine Figur.  Sie erscheint in der Wappenkunde neben anderen marianischen Symbolen als solches für Maria, die Mutter Jesu. Die Darstellung der Krone in Wappen ist nicht einheitlich. Ob die dargestellte Krone eine Marienkrone ist, kann nur die Wappenbeschreibung klären. Bei der heraldischen Tingierung dominiert Gold und Silber. 
Die Marienkrone ist wie auch das marianische M geeignet für redende Wappen, wie etwa der Gemeinde Marienhausen.

Marienhausen (abstrahiert)
Buxheim (Schwaben)
Landkreis Altötting
Langenmosen
Fischbachau
Koblenz
Pettstadt
Maria Beinberg